# Fakulteta za biologijo v Würzburgu
Fakulteta za biologijo v Würzburgu (nemško Fakultät für Biologie) je fakulteta, ki deluje v okviru Univerze v Würzburgu.